# Saab 60

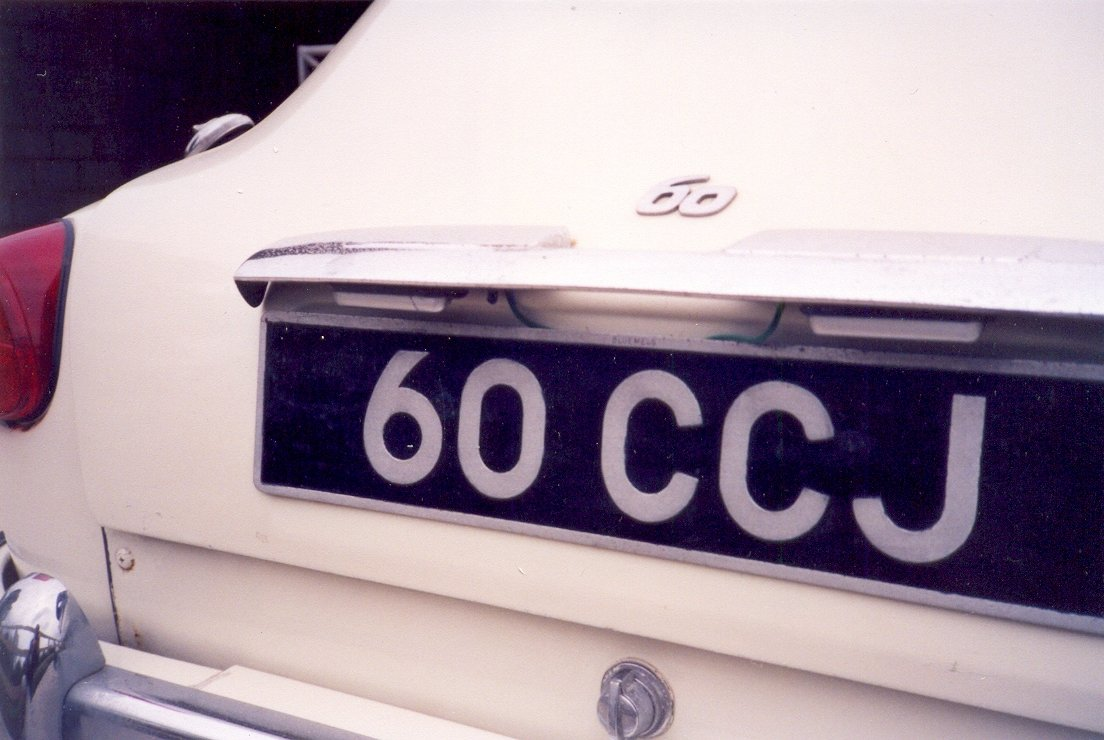
Bakluckan med 60-märkning.

Saab 60 var en specialmodell av 1962 års Saab 96 för den brittiska marknaden. Efter att Erik Carlsson vunnit RAC-rallyt fanns det ett stort sug efter Saab sportmodeller men Saab Sport fanns inte tillgänglig som högerstyrd ännu så SAAB-importören byggde om 59 stycken 96:or. Motorn trimmades från 45 till 60 hästar, bilen sänktes och fick Koni stötdämpare och Pirelli Cinturato däck. Den utrustades också med fyrväxlad låda och varvräknare. På bakluckan fick den en "60" märkning från Porsche.
Bara en Saab 60 finns kvar.